# Tulelake
Tulelake – miasto w Stanach Zjednoczonych, w stanie Kalifornia, w hrabstwie Siskiyou.